# Eordea
Eordea bicolor és una espècie d'aranya araneomorfa de la subfamília Erigoninae, dins de la família Linyphiidae. És l'únic membre del gènere monotípic Eordea.
Fou descrit per primera vegada per Eugène Louis Simon l'any 1899,

## Distribució
És un endemisme de Sumatra a Indonèsia.